# ギシャン (防護巡洋艦)
| 写真はギシャン。 | |
| 艦歴             | |
| 発注             | ロアール造船所 |
| 起工             | 1895年10月 |
| 進水             | 1897年10月 |
| 就役             | 1899年 |
| 退役             | 1922年 |
| その後           | 同年解体処分 |
| 前級             | ダントルカストー |
| 次級             | シャトールノー |
| 性能諸元         | |
| 排水量           | 常備：8,151トン |
| 全長             | 133.0m -m(水線長) |
| 全幅             | 16.96m |
| 吃水             | 7.49m |
| 機関             | ラグラル・ダル式石炭・重油混焼水管缶36基 +直立型3段膨張式3気筒レシプロ機関3基3軸推進                                                                     |
| 最大出力         | 25,000hp |
| 最大速力         | 23.5ノット |
| 航続距離         | -ノット/-海里(石炭：1,960トン、重油：不明) |
| 乗員             | 604名 |
| 兵装             | Model 1893 16cm（45口径）単装速射砲2基 Model 1893 14cm（45口径）単装速射砲6基 Model 1885 47mm機砲10基 オチキス 37mm回転式機関砲5基 45cm魚雷発射管単装2基 |
| 装甲             | 甲板：55mm(主甲板平面部)、100mm（傾斜部） 司令塔：155mm                                                                                                  |

ギシャン (croiseur protégé Guichen) はフランス海軍が第一次世界大戦前に建造した防護巡洋艦で、フランス海軍では一等巡洋艦に分類していた。

## 艦形
船体形状はフランス巡洋艦で長らく主流となってきたタンブル・ホーム式の船体を控えめとし、没個性的なデザインとなった。基本的に高い乾舷を持つ長船首楼型船体で外洋での凌波性は良好であった。
垂直型の艦首から前向きに主砲として16cm単装砲架1基を配置、下部に司令塔を組み込んだ露天式の艦橋構造は上部に船橋を持つ箱型とし、その上に単脚式の前檣が立つ。艦橋構造の背後から4本の煙突が立っているが、フランス海軍ではボイラー室を前後に振り分けた缶室分離配置を採っているために煙突は2番煙突と3番煙突の間は広く取られ、間に単脚式のマストが立っている。
煙突の周囲は艦載艇置き場となっており、中部のマストの基部に前後に1基ずつ付いたボート・クレーン2基で運用された。4番煙突から後ろは後部船橋、簡便な単脚式の後檣、後ろ向きに主砲1基が載る。舷側には角型の張り出し（スポンソン）が片舷に3箇所設けられ、そこに16cm単装砲が片舷3基ずつ計6基配置された。

## 参考図書
- 「世界の艦船増刊第50集　フランス巡洋艦史」(海人社)[要ページ番号]